# Sanfilippo (cognome)
Sanfilippo è un cognome di lingua italiana.

## Varianti
Il cognome non presenta varianti.

## Origine e diffusione
Il cognome è tipicamente meridionale.
Potrebbe derivare da un toponimo.

## Persone
- Claudio Sanfilippo – cantautore e scrittore italiano
- Domenico Sanfilippo – editore italiano
- Federica Sanfilippo – biatleta italiana